# Irinao
Irinao est une commune rurale située dans le département de Kampti de la province du Poni dans la région Sud-Ouest au Burkina Faso.

## Géographie
Irinao se trouve à environ 15 km au sud-ouest du centre de Kampti, le chef-lieu du département, et de la route nationale 12 menant à la frontière ivoirienne.

## Économie
L'économie du village est basée sur la culture arboricole de manguiers et surtout d'anacardiers, plantés sur plus de 100 ha, dont les fruits sont destinés à l'exportation vers la Côte d'Ivoire et le Ghana.

## Santé et éducation
Irinao accueille un centre de santé et de promotion sociale (CSPS) tandis que le centre médical est à Kampti et que le centre hospitalier régional (CHR) de la province se trouve à Gaoua.